# Casasia
Casasia es un género de plantas con flores del orden Gentianales, familia Rubiaceae. Es originario del sur de Florida y Caribe.

## Taxonomía
El género fue descrito por Achille Richard y publicado en Historia Física Política y Natural de la Isla de Cuba, Botánica 11: 9, pl. 49. 1850. La especie tipo es: Casasia calophylla A.Rich.
Etimología
Dicrocaulon: nombre genérico que deriva de las palabras griegas: "dicros" = tenedor y "caulon" = tallo.

## Especies aceptadas
A continuación se brinda un listado de las especies del género Casasia aceptadas hasta mayo de 2015, ordenadas alfabéticamente. Para cada una se indica el nombre binomial seguido del autor, abreviado según las convenciones y usos.	
- Casasia acunae M.Fernández Zeq. & A.Borhidi - Cuba
- Casasia calophylla A.Rich. - rascabarriga amarilla[4] (Cuba)
- Casasia clusiifolia (Jacq.) Urb. - pera de la mar[4]
  - Casasia clusiifolia var. clusiifolia - Florida, Bermuda, Bahamas, Cuba
  - Casasia clusiifolia var. hirsuta Borhidi - Cuba
- Casasia domingensis (DC.) Urb. - República Dominicana
- Casasia ekmanii Urb. - Haití
- Casasia haitensis Urb. & Ekman - Haití
- Casasia jacquinioides (Griseb.) Standl. - Cuba
- Casasia longipes Urb. - Jamaica
- Casasia nigrescens (Griseb.) C.Wright ex Rob.
  - Casasia nigrescens subsp. moaensis Borhidi & O.Muñiz - Cuba
  - Casasia nigrescens subsp. nigrescens - Cuba
- Casasia samuelssonii Urb. & Ekman